# Колонка (ботаника)
Колонка (лат. columna), или гиностемий (лат. gynostemium) — в ботанике: часть цветка, образующаяся в результате срастания андроцея и гинецея.
Иногда термин «колонка» используется в ботанике и в других значениях — для наименования части гинецея или части плода.

## Колонка как часть цветка
Образование колонки, или гиностемия — единого репродуктивного органа — в результате срастания андроцея (мужского репродуктивного органа) и гинецея (женского репродуктивного органа) характерно для растений из семейств Орхидные (Orchidaceae) и Раффлезиевые (Rafflesiaceae).
У наиболее примитивных орхидей тычинки (две или три) срастаются со столбиком и рыльцем не полностью и имеются достаточно большие свободные участки. У представителей подсемейства Циприпедиевые свободные участки также имеются, но они очень короткие. У так называемых однотычинковых орхидей колонка представляет собой единую удлинённую структуру, образовавшуюся в результате срастания единственной тычинки со столбиком и рыльцем. Форма же колонки у конкретного вида в значительной определяется специфичностью агента опыления.
У раффлезиевых колонка массивная, имеет грибообразную форму. Вершина колонки имеет больший диаметр, чем её основание, эта расширенная часть называется диском. Обычно диск обильно покрыт выростами (шипиками). Ниже краёв диска находятся пыльники, погружённые в отделённые друг от друга углубления. Каждый пыльник состоит из нескольких гнёзд, раскрывающихся через верхушечные поры. Насекомые-опылители попадают сначала на диск, затем проваливаются ниже, в кольцевую борозду, где находятся пыльники.
| |  |
| Rafflesia kerrii (диаметр цветка — около 60 см). Поверхность, обильно покрытая шипиками, — вершина колонки; образование, нависающее над колонкой и частично её закрывающее — разросшийся околоцветник (так называемая диафрагма). |  |

Подобные репродуктивные комбинированные органы встречаются также у представителей семейств Кирказоновые (Aristolochiaceae) и Стилидиевые (Stylidiaceae).

### Строение колонки орхидных
Колонка — характерный диагностический признак цветка орхидных, представляющая собой сросшиеся тычинки и пестик.
| |
| Орхидея Vanilla planifolia, строение цветка: чашелистики (1, 2, 3); правый лепесток (4); левый лепесток удалён; губа (5); пыльник (6); клювик (7); рыльце (8); колонка (9; её частями являются также 6, 7, 8), семяпочки (10), завязь (11) |

Она включает рыльцевую поверхность, пыльник, который располагается в особом углублении на её вершине (клинандрии), ростеллум (стерильная часть рыльца, отделяющая его от пыльника) и несколько (от 2 до 8) поллиниев (склеенных пыльцевых зёрен), имеющих особые придатки (тегулу, каудикулы, висцидий), которые играют важную роль при опылении.
Подножие колонки — более или менее длинный, обычно вниз или вперёд направленный вырост основания колонки, к верхушке которого прикрепляется своим основанием губа.
Рыльцевая ямка — углубление, выстланное воспринимающей железистой тканью. Образуется путём слияния двух фертильных долей рыльца и погружения рыльцевой поверхности в ткань колонки.
Клювик, или ростеллум (лат. rostellum) — видоизменённая стерильная верхушка медиальной доли рыльца, обычно приобретающее сложное строение. Несёт различные функции, в том числе препятствует самоопылению, участвует в образовании прилипалец, тегулы, хамулуса, бурсикулы и т. п., редко полностью редуцируется.
Бурсикула (лат. bursicula), кармашек — небольшая плёнчатая складка или колпачок, прикрывающий прилипальце (прилипальца) в цветке некоторых представителей подтрибы Orchidinae. Образуется внешним слоем ткани клювика.
Клинандриум (лат. clinandrium) — ложе пыльника, полусферическая ямка на верхушке колонки, в которой лежат поллинии, покрытые оперкулумом. Это углубление ограничено сзади основанием тычинки, а с боков нередко стаминодиями.
Стелидии (лат. stelidia) — крыловидные или пальцевидные придатки, располагающиеся по бокам колонки, чаще у её верхушки.
Стигмафоры — более или менее длинные, обычно вперёд направленные выросты (стебельки) колонки некоторых представителей подтрибы Gymnadeniinae, выносящие обе доли рыльца навстречу предполагаемому опылителю.

## Колонка как часть гинецея
Термин «колонка» также используется для обозначения центральной части лизикарпного гинецея (одногнёздного гинецея, образованного несколькими сросшимися плодолистиками). Колонка расположена в центре завязи, на колонке образуются семязачатки. Такое строение гинецея характерно, к примеру, для представителей семейства Гвоздичные (Caryophyllaceae).

## Колонка как часть плода
Термин «колонка» также используется для обозначения той части дробного плода, которая сохраняется после опадания мерикарпиев (дробных частей).